# Anthony Baron
Pour les articles homonymes, voir Baron.
Anthony Baron, né le 29 décembre 1992 à Villepinte (Seine-Saint-Denis), est un footballeur français, international guadeloupéen, jouant au poste de défenseur au Servette FC.

## Biographie

### Parcours en club
Anthony Baron a un parcours atypique puisqu'il a principalement eu un parcours amateur, d'abord en France en jouant dans des clubs de National 2 et cumule dans ce championnat une cinquantaine de match, puis en Suisse, où il rejoint la Promotion League et le Stade Nyonnais où il y jouera 3 saisons pour une cinquantaine de matchs. Il rejoint la réserve du Servette FC en 2022, et grâce à de nombreuses blessures au sein de l'effectif professionnel, sera appelé avec l'équipe première pour jouer en tant que défenseur. Il effectuera son premier match en professionnel le 20 octobre 2022 contre le Grasshopper Club Zürich à l'âge de 29 ans. Il s'est depuis imposé dans l'effectif professionnel et ne l'a plus quitté. 
Le 9 mars 2023, il prolonge son contrat au Servette FC jusqu'en 2025. 
Début juin 2024, il remporte la Coupe de Suisse avec le club de Genève, le premier titre après 23 ans d'absence.
Le 19 mars 2025, il prolonge encore son contrat d'une année supplémentaire, jusqu'en 2026.

### Parcours en sélection
Avec la sélection de la Guadeloupe, il participe aux éditions de la Gold Cup en 2021 et en 2023, ne passant pas le premier tour,. Mais lors de l'édition 2023, contre Cuba, il inscrit un but, récompensé de « meilleur but du tournoi » par la CONCACAF.
En juin 2025, il est convoqué pour disputer la Gold Cup 2025.

## Palmarès
Servette FC (2)
- Vainqueur de la Coupe de Suisse en 2024